# Wetenschap

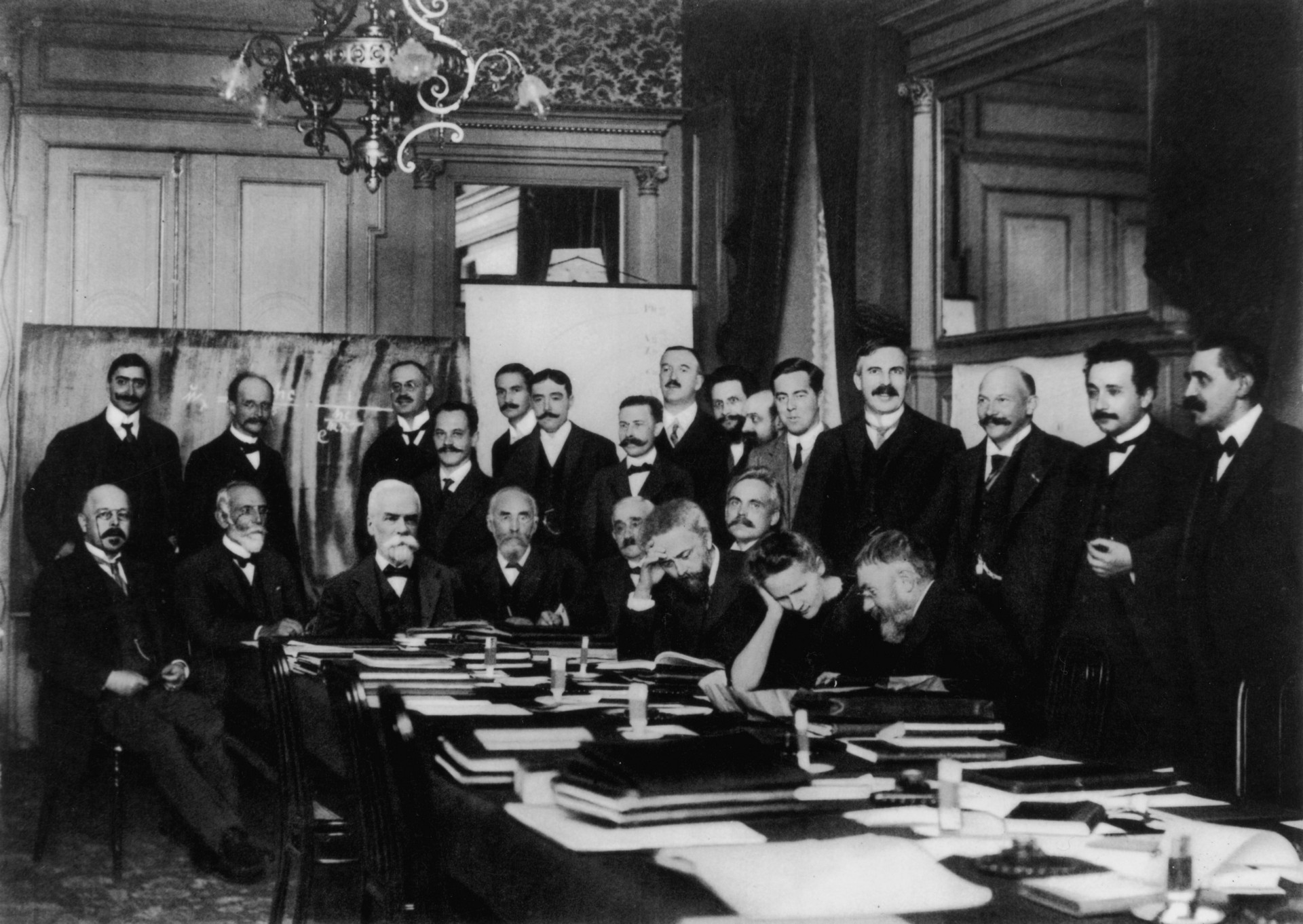
Natuurkundigen tijdens de Solvayconferentie in 1911. Op de foto onder meer Hendrik Lorentz, Ernest Solvay, Marie Curie, Henri Poincaré, Ernest Rutherford, Heike Kamerlingh Onnes en Albert Einstein

Wetenschap is zowel de systematisch verkregen, geordende en verifieerbare menselijke kennis, als de wetenschappelijke gemeenschap waarin deze kennis wordt verzameld. Deze gemeenschap heeft haar eigen methodes en conventies om, per vakgebied, tot een samenhangend geheel van hypotheses, wetmatigheden en theorieën te komen.
Wetenschap en technologie zijn belangrijke onderdelen van de moderne geïndustrialiseerde samenleving. Er wordt onderscheid gemaakt tussen de fundamentele wetenschap en de toegepaste wetenschap. Laatstgenoemde is gericht op de praktische toepassing van kennis en op beïnvloeding van de werkelijkheid. Er zijn combinaties mogelijk van beide soorten wetenschap.
Via presentaties en debatten tijdens conferenties en symposia, en met peer reviews bij wetenschappelijke publicaties, werkt de wetenschappelijke gemeenschap aan het waarborgen van de kwaliteit van de wetenschap, haar methodes en interpretatie van resultaten.

## Kenmerken

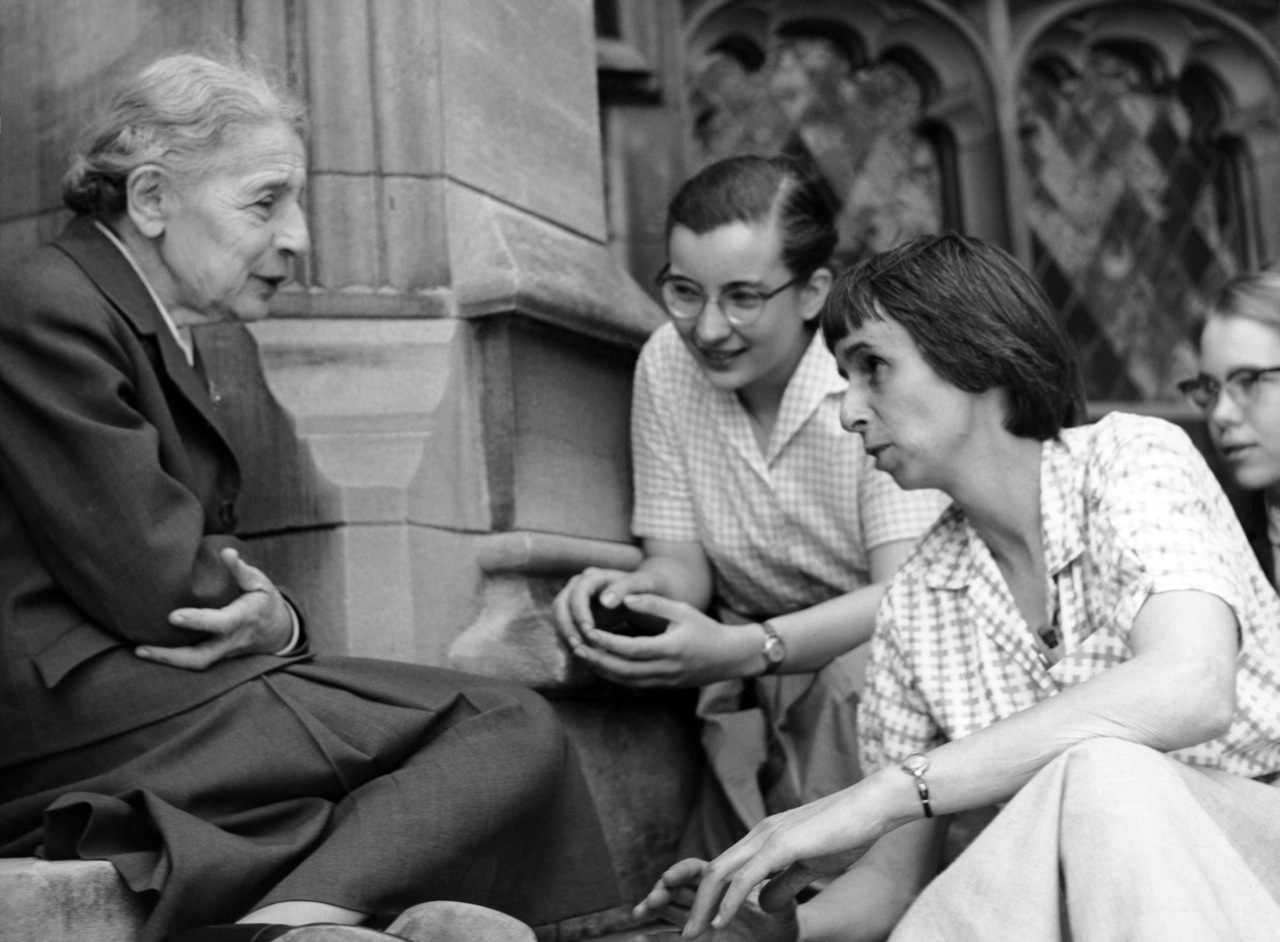
Natuurkundige Lise Meitner met studenten, 1959

Moderne wetenschap heeft verschillende kenmerken, die min of meer gelden in uiteenlopende vakgebieden. Wetenschap wil onder meer aspecten van de ervaren werkelijkheid op een systematische en gedegen wijze onderzoeken en proberen te begrijpen. Daarmee kan men de werkelijkheid, zoals de natuur, soms beheersen en soms verschijnselen voorspellen. 
Wetenschap, althans veel natuurwetenschap, maar ook andere vormen van academische wetenschap, volgt doorgaans de wetenschappelijke methode en:
1. wil diepgaande algemene verbanden ontdekken (wetmatigheden) die een veelheid van verschijnselen rationeel verklaren (theorie).[a] Voor het beschrijven van de verbanden gebruikt wetenschap vaak de wiskunde.
2. wordt ondersteund door empirische gegevens verkregen door bijvoorbeeld experimenten, bronnenonderzoek, veldonderzoek of andere manieren en zo nauwkeurig mogelijke beschrijvingen daarvan. De (zuivere) wiskunde doet doorgaans geen experimenten, hoewel soms computerexperimenten mogelijk zijn.
3. is toetsbaar en stelt zich daarmee bloot aan eventuele weerlegging (falsifieerbaarheid, falsificatie). Weerlegging werkt zuiverend en is essentieel omdat het leidt tot verbetering van de theorie en tot nieuwe experimenten. Als een bewering geen aangrijpingspunten in de werkelijkheid of in de wiskunde biedt – niet toetsbaar is en dus ook niet weerlegd kan worden – heeft de wetenschap daar niets aan, de theorie is niet eens fout – nicht einmal falsch, een uitspraak van de Oostenrijkse theoretisch natuurkundige Wolfgang Pauli. Een foute bewering kan namelijk wel nuttig zijn als die leidt tot een betere.
4. kan vaak voorspellingen doen en stelt zich daarmee bloot aan die eventuele weerlegging via falsifieerbaarheid en falsificatie.
5. geeft aan welke beperkingen er zijn aan de geldigheid van veronderstellingen, methoden en resultaten. Levert zelfkritiek.
6. maakt gegevens openbaar en geeft inzicht in de gebruikte methoden zodat anderen het onderzoek kunnen controleren en eventueel herhalen (reproduceerbaarheid). Methoden, resultaten en conclusies worden beargumenteerd, en discussie wordt met argumenten gevoerd.
7. publiceert uitkomsten veelal in een overzichtelijk wetenschappelijk artikel in een wetenschappelijk tijdschrift of presenteert deze op congressen. Wetenschappelijke tijdschriften laten ingestuurde artikelen beoordelen door collega-onderzoekers (deze referees voeren de collegiale toetsing of peerreview uit). Zij adviseren de redactie van het tijdschrift over verbetering, aanvaarding of afwijzing van de artikelen. Wetenschappelijke tijdschriften zorgen voor regelmatige samenvattingen en beoordelingen (reviews) van de voortgang in een vakgebied, geschreven door vooraanstaande onderzoekers. Ook organisatoren van wetenschappelijke congressen selecteren bijdragen en laten overzichten van een vakgebied maken.
8. controleert eerder verkregen resultaten van andere onderzoekers en herhaalt experimenten en andere vormen van onderzoek. Als een resultaat niet gereproduceerd kan worden, vervalt dat resultaat (wetenschap zuivert zichzelf).
9. bouwt voort op werk van anderen maar pleegt geen plagiaat en citeert met bronvermelding.
10. is neutraal en niet direct gebonden aan een bepaalde ideologie, commerciële onderneming, politiek, godsdienst of eigen belang. Doet bijvoorbeeld ter verklaring geen beroep op een religieuze ideologie die bovennatuurlijke machten erkent of op een politieke[b] of racistische[c] ideologie. Is ook in deze zin objectief.
11. is een sociale activiteit: resultaten worden vaak in groepsverband verkregen, en altijd in overleg beoordeeld, aanvaard of afgewezen. Onderzoekers in een vakgebied zijn doorgaans georganiseerd in nationale en internationale gemeenschappen of beroepsverenigingen, die regelmatig wetenschappelijke congressen organiseren ter bespreking van onderzoek.
12. omvat het ontwikkelen en gebruik maken van kennis in de praktijk in zogenaamde op toepassing gerichte of toegepaste wetenschap.

Aan de hand van deze kenmerken kan wetenschap van slechte wetenschap, pseudowetenschap en wetenschappelijke fraude worden onderscheiden. Slechte wetenschap kan bestaan uit slordig onderzoek, gebruik van een wankele theorie en regelrechte fraude. In de wetenschapsfilosofie en wetenschapsdynamica is al langere tijd debat over de bruikbaarheid van de wetenschappelijke methodes als standaardaanpak in de wetenschap. Sinds de jaren 2010 is na een aantal incidenten echter meer aandacht gekomen voor de eis van openbaarheid en reproduceerbaarheid van onderzoek, onder meer door het Reproducibility Project. Hieruit blijkt dat een significant aantal studies niet te repliceren valt, dusdanig dat wel gesproken wordt van een replicatiecrisis. Een toenemend aantal tijdschriften stelt dan ook als eis aan artikelen dat de onderzoeksprotocollen op voorhand beschikbaar zijn om de reproduceerbaarheid te garanderen.
Pseudowetenschap kan gebruikmaken van een onbewezen theorie of gegevens die niet bevestigd kunnen worden door herhaling van waarnemingen of experimenten. Hoewel er in de wetenschap al eeuwen in grote lijnen overeenstemming is over wat wetenschap moet inhouden, is er altijd discussie geweest over de vraag wat wetenschap onderscheidt van andere benaderingen. Deze discussie wordt gevoerd door natuurwetenschappers, filosofen, geschiedkundigen en andere belanghebbenden.

### Beroepspraktijk

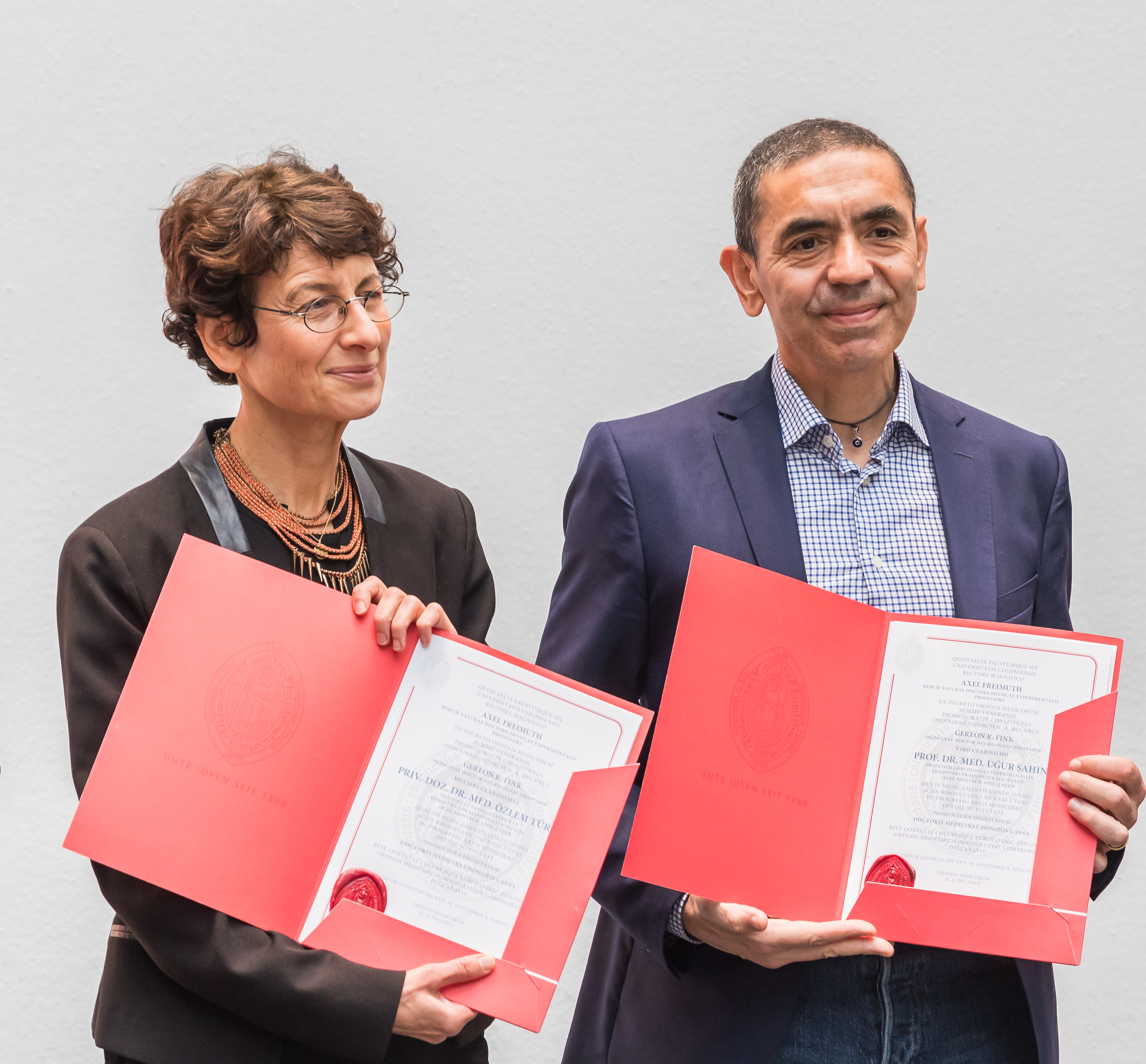
De immunologen Özlem Türeci en Uğur Şahin ontvangen Eredocoraten van de Universiteit van Keulen. Ze ontwikkelden vroeg een Corona vaccin

In de wetenschappelijke (academische) beroepspraktijk zoals die zich in het Westen heeft ontwikkeld wordt de wetenschap gezien als een onderdeel van de maatschappij dat zich ten doel heeft gesteld kennis te vergaren. Dit onderdeel heeft een heel eigen karakter, en de beoefening ervan is onderworpen aan eigen wetten, methoden en conventies. In deze praktijk worden met het begrip wetenschap verschillende zaken aangeduid. Bergsma en van Petersen onderscheiden drie aspecten:
- Het instituut der wetenschap: de universiteiten, de hoogleraren, de organisatie, enzovoorts. Wetenschap in deze zin heet ook wel wetenschapbedrijf.
- De wetenschappelijke activiteit; elke wetenschapper buiten de wiskunde houdt zich in meerdere of mindere mate bezig met meten, registreren, waarnemen, en experimenteren, ordenen en interpreteren, begripsvorming en verwoording, afleiding en voorspellen, hypothesevorming en -toetsing, evaluatie en planning. Voor de wiskunde geldt dit niet, behalve wel begripsvorming, verwoording, hypothesevorming en -toetsing. Wetenschap in deze zin heet ook wel wetenschapsbeoefening.
- De wetenschappelijke producten van deze activiteit vormen de wetenschappelijke kennis. Dit is een reconstructie van een deel van de werkelijkheid (behalve weer de wiskunde), opgebouwd met een bepaalde methodiek. Deze reconstructie is systematisch in de zin dat steeds wordt getracht series gelijkvormige vragen te beantwoorden en lacunes in de kennis op te vullen.

De huidige beroepspraktijk omvat veel meer dan de academische instituten. Veel wetenschap wordt beoefend in industriële laboratoria, militaire instituten, ziekenhuizen en dergelijke. Verreweg de meeste wetenschappers zijn niet actief binnen academische instituten. Bovendien werken veel onderzoekers binnen organisaties die een brug slaan tussen beleid en de academische, fundamentele wetenschap. De buiten de academische wereld beoefende wetenschap heeft deels andere karakteristieken dan de boven beschreven – academische – wetenschap. Deze meer op praktische toepassingen gerichte wetenschap gebeurt in beleidsondersteunende instituten, zoals het RIVM of industriële research & development-laboratoria, zoals die van Unilever en Avebe, en leidt vaak tot patenten en bijbehorende producten of processen. Naast meten en interpreteren houdt wetenschap zich dus ook bezig met ontwikkelen van bijvoorbeeld producten in de militaire, farmaceutische of voedingssector of van begrippen waarmee de wereld of een onderdeel daarvan dan in een ander perspectief komt te staan. Het gaat dan niet alleen om het reconstrueren van de werkelijkheid maar ook om de constructie ervan. Naast betrouwbaarheid is bruikbaarheid hier nadrukkelijk een criterium voor de kwaliteit van de geleverde kennis.

## Geschiedenis
Bij wetenschap gaat het om doelgericht onderzoek en opzettelijke verwerving van kennis. In de westerse wereld wordt dit sinds Plato, maar vooral in de loop van de Middeleeuwen geregeld in instituten als academies, universiteiten en speciale onderzoeksinstituten of -laboratoria.

### Eerste beschavingen

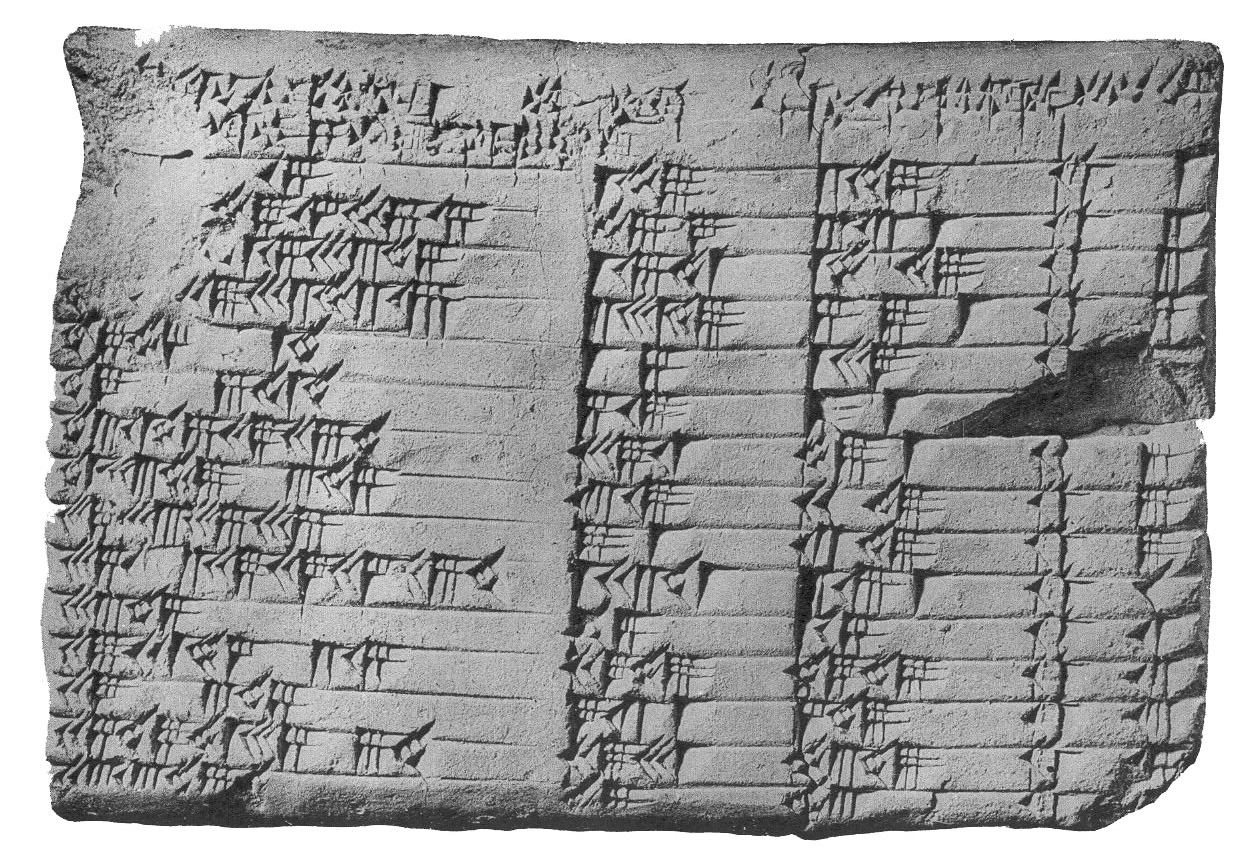
Mesopotamisch kleitablet Plimpton 322 van ongeveer 1800 v. Chr. met getallenvoorbeelden van de Stelling van Pythagoras. Eerste rij: 119^{2} + 120^{2} = 169^{2}. Columbia-universiteit, New York.

Vormen van vroege wetenschap kwamen voor in Mesopotamië, India, het Oude Egypte, Perzië, China tot bij de Maya's in Mexico. De oudste overleveringen uit het Nabije Oosten stammen uit Sumer, het huidige Irak. Rond 3500 v.Chr. begonnen de Mesopotamische volkeren, die in contact stonden met de Indusbeschaving, hun boekhouding van vee en dergelijke vast te leggen in de vorm van getallen, maar ook werd aan wiskunde gedaan. Toepassingen van de stelling van Pythagoras werden in de 18e eeuw v.Chr. op een Mesopotamisch kleitablet met spijkerschrift vastgelegd: op tablet Plimpton 232 staan een aantal pythagorese drietallen (3,4,5) (5,12,13). Dit kleitablet van omstreeks 1900 v.Chr. bevat echter geen abstracte formulering van de stelling.
In de oude beschavingen waren er nog geen instellingen speciaal voor wetenschap, die ontstonden pas later in Griekenland bij Aristoteles en nog veel later vanaf de dertiende eeuw aan de Europese universiteiten. De eerste beschavingen combineerden praktische bevindingen nog niet met verstandelijke redeneringen voor zover bekend. Het waren pas de Griekse en later middeleeuwse filosofen die aan de universiteiten bij kathedralen een alomvattende kennisleer ontwikkelden waar later het moderne, experimentele denken uit voortkwam.

### Klassieke oudheid
De wetenschap in de klassieke oudheid richtte zich in de eerste plaats op het verklaren van de werking van de kosmos. Aldus ontstond de natuurfilosofie en vervolgens de klassieke filosofie. Meer praktisch gericht waren de geneeskunde, de astronomie voor het opstellen van kalenders en de voorspelling van maans- en zonsverduisteringen, en astrologie om de toekomst te voorspellen. De geleerden uit de Oudheid zagen zich als natuurfilosofen, vaklieden (artsen of onderwijzers) of priesters (astrologen of geneeskundigen).
Zo was ook de Griekse natuurwetenschap eigenlijk vooral natuurfilosofie. Er werd vooral nagedacht over hoe de natuur in elkaar zat. Er werden weinig experimenten uitgevoerd om de gevonden beweringen te testen, in tegenstelling tot later in de West-Europese ontwikkeling van de (natuur)wetenschap, waar dit een standaardmethode zou worden. De Griekse filosofen minachtten immers elke poging om kennis op te doen door middel van de zintuigen en experimenten. Handwerk en het gebruik van werktuigen was in de hellenistische cultuur het werk van slaven, terwijl de filosofen enkel het verstand als een betrouwbare kennisbron zagen (rationalisme). Vanuit het platonisme geloofden de Grieken dat alles door beredenering vooraf (met a priori-kennis) kon worden begrepen zonder proef op de som, waardoor ze kwamen tot later verworpen wetenschappelijke denkbeelden, zoals het geocentrische wereldbeeld. De zintuigen bedriegen ons, terwijl de rede de ware kennisbron is, zo redeneerden de Griekse geleerden. Pas in de middeleeuwen werd vanuit de scholastische, christelijke filosofie radicaal gebroken met het Griekse rationalisme, waardoor experimentele wetenschap in Europa mogelijk werd. Dit gebeurde vanaf 1200, de periode waarin de universiteiten ontstonden.

### Middeleeuwen

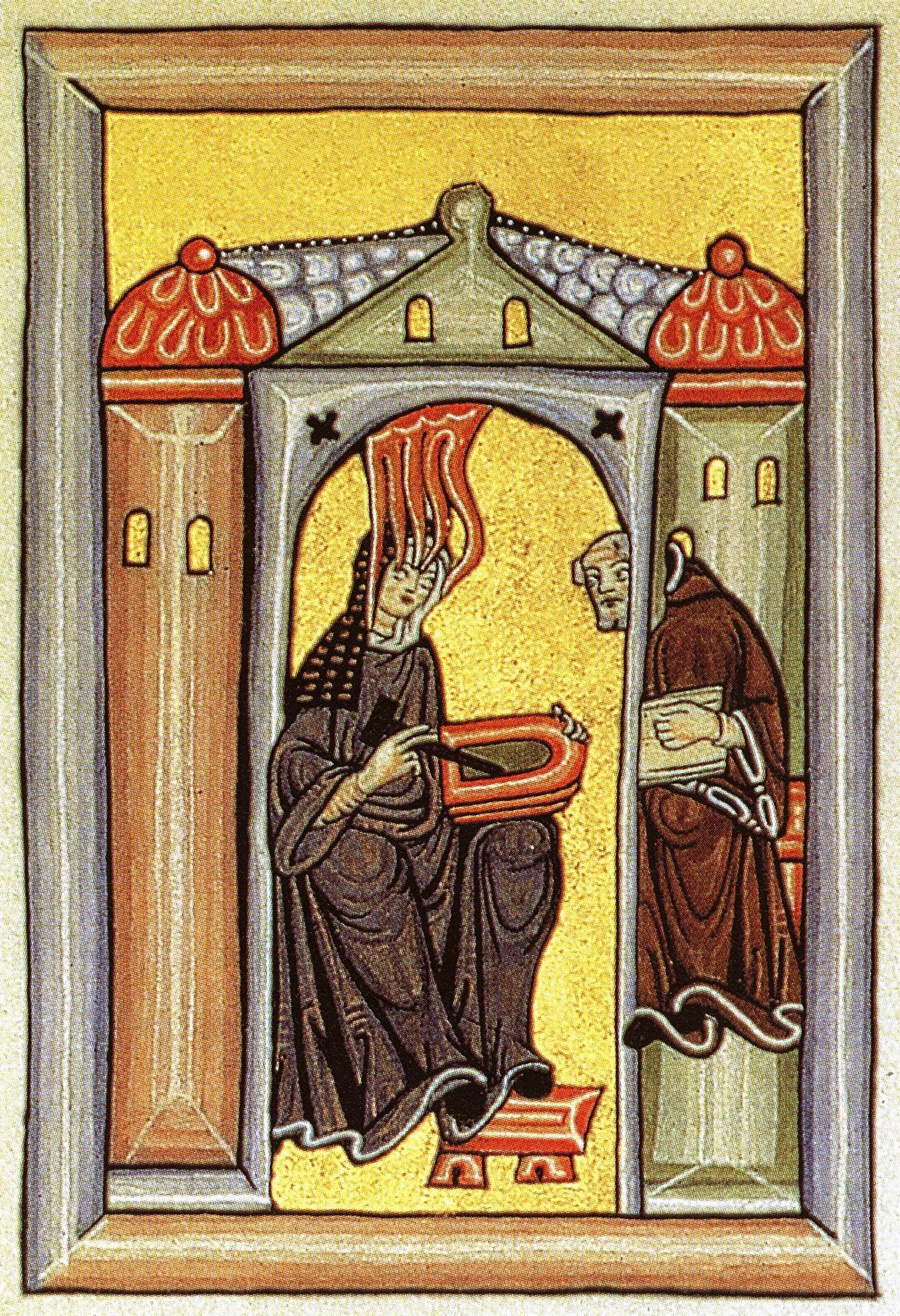
Hildegard von Bingen dicteert gedachten aan haar rechterhand

#### Vroege middeleeuwen
De wetenschap in de middeleeuwen is een verhaal van ondergang en overlevering. Wetenschap was in het Latijnse deel van het Romeinse Rijk geen sterk punt, vergeleken met haar Grieks/Hellenistische tegenhanger. Door de invallen van vreemde volkeren in het Romeinse Rijk viel de Romeinse beschaving in West-Europa weg. Oorlogen en volksverhuizingen weerhielden intellectuele productie tijdens deze periode. De meeste klassieke wetenschappelijke verhandelingen gingen hier verloren. Onder Karel de Grote werden scholen opgebouwd waar kennis werd overgedragen. De kloosters en abdijen speelden een belangrijke rol in onderwijs en cultuur.

#### Hoge en late middeleeuwen
Pas met de renaissance van de 12e eeuw werd de interesse in het onderzoek naar de natuur hernieuwd. Aan kloosters en kathedralen ontstonden christelijke denkcentra die rond 1200 uitgroeiden tot de universiteiten. De universiteiten waren onontbeerlijk voor het ontstaan van het moderne denken en de theologie heeft hier een belangrijk aandeel in gehad. Aan de Europese universiteiten (zoals in Bologna, Oxford, Parijs) ontwikkelde zich met name de scholastische filosofie, die zich op de logica richtte en het empirisme bepleitte. Aan deze universiteiten werd er vanuit het christelijke, scholastische denken (vooral het nominalisme en het voluntarisme) de filosofische basis gelegd voor het moderne wetenschappelijke denken waarbij de natuur verklaard wordt door middel van experimenten (rationeel-empirisme of inductief denken). Met deze blik gingen de middeleeuwse onderzoekers op zoek naar verklaringen voor verschijnselen en boekten ze belangrijke methodische en inhoudelijke vooruitgang in gebieden als de fysica.

### Renaissance

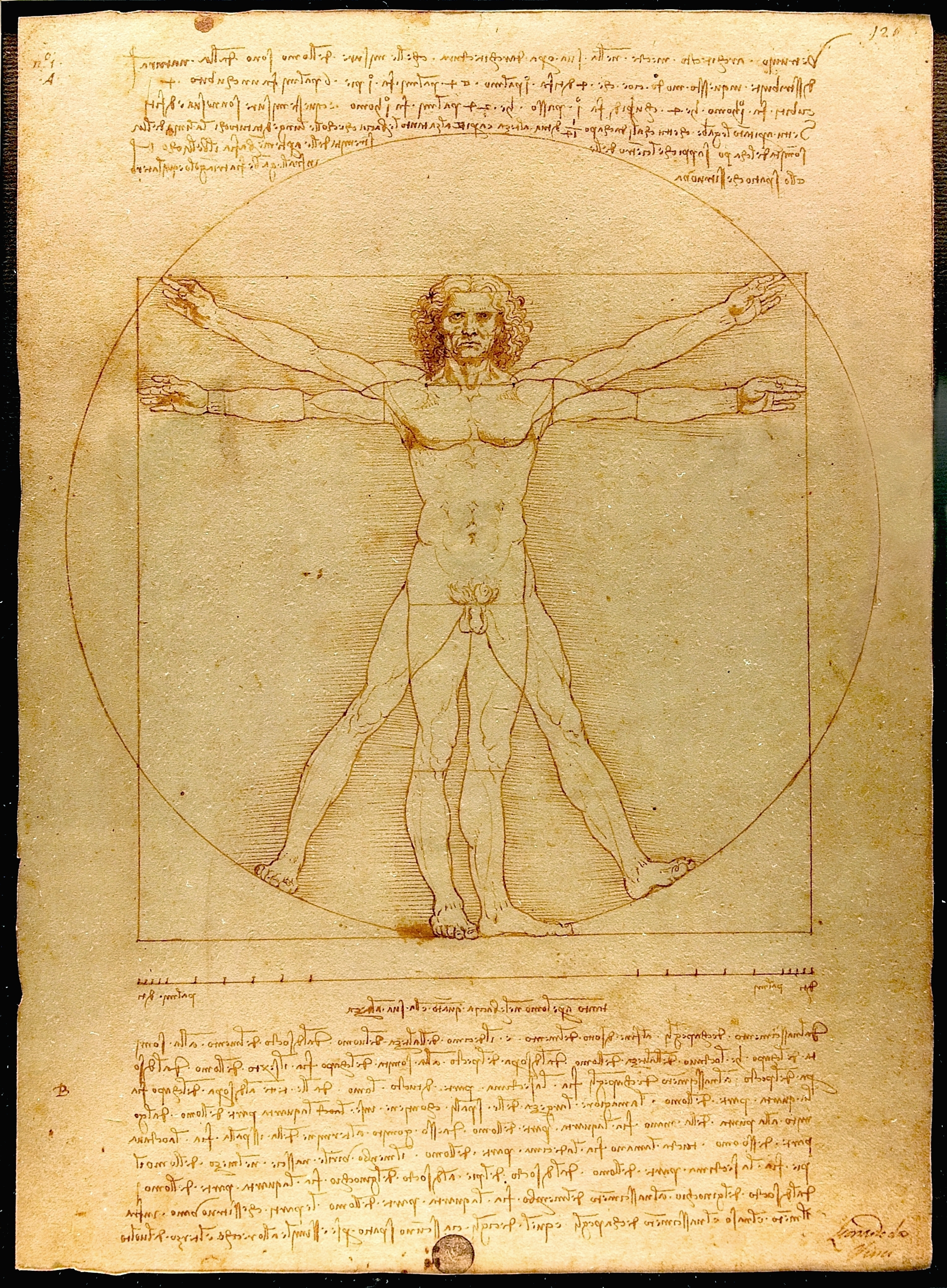
Da Vinci's Vitruviusman van omstreeks 1490: een voorbeeld van de samenkomst van kunst en onderzoek. Omdat Da Vinci zijn bevindingen niet publiceerde, droeg hij niet bij aan de wetenschap.

De renaissance was in de Europese geschiedenis een periode van opbloei van kunsten en wetenschappen door de wedergeboorte (renaissance) van de verworvenheden van de klassieke oudheid. De wetenschap in de renaissance kwam in een stroomversnelling, onder andere door de herontdekking van klassieke wetenschappelijke teksten als gevolg van de Val van Constantinopel in 1453 en door de uitvinding van de boekdrukkunst rond dezelfde tijd. Die laatste stimuleerde de democratisering van het onderwijs en onderzoek en de verspreiding van ideeën. Echter, met name de beginperiode wordt door historici wel gezien als een periode van wetenschappelijke teruggang. Humanisten hadden vooral interesse in sociale onderwerpen als de politiek en geschiedenis, ten koste van de natuurwetenschap en toegepaste wiskunde.

### Wetenschappelijke revolutie

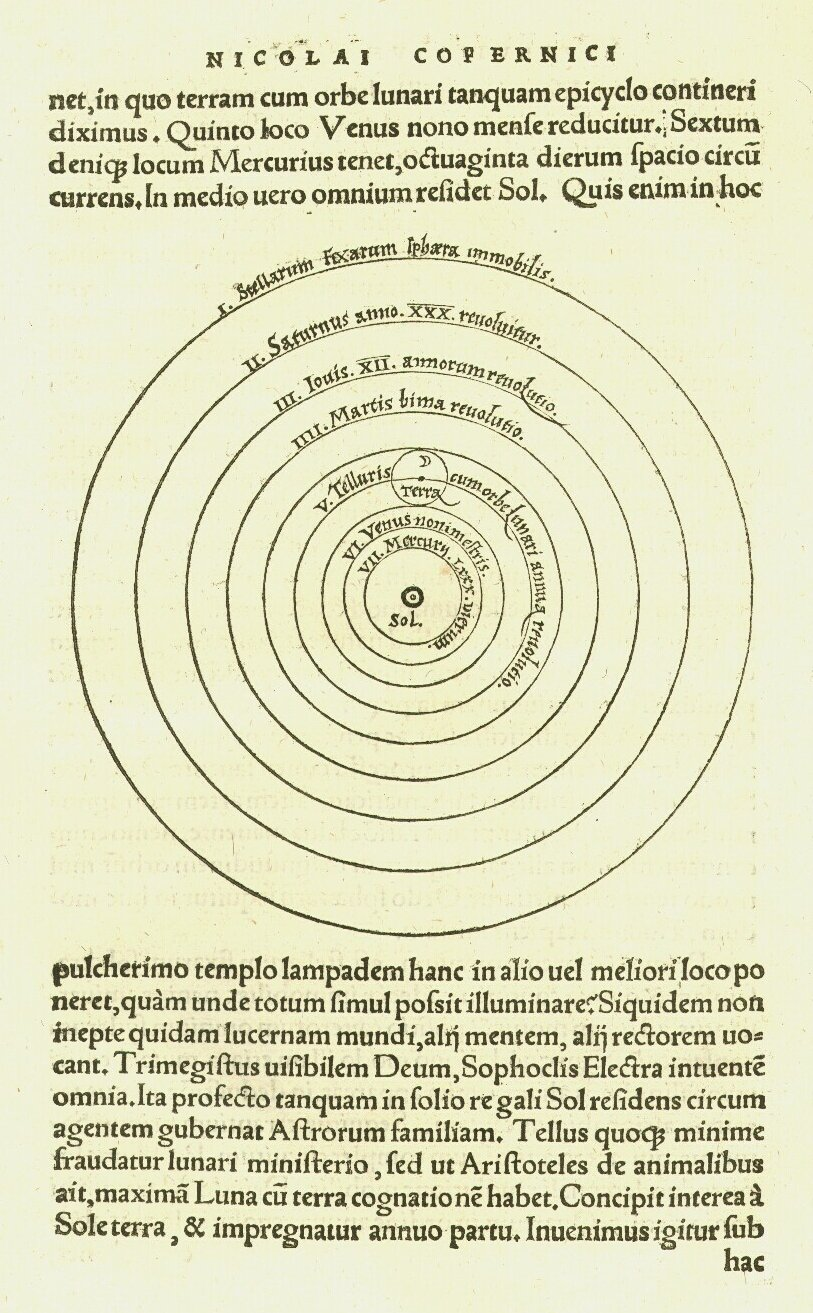
Het zonnestelsel met de vaste sterren volgens Copernicus' heliocentrisch systeem. (Latijn:) "...In medio uero omnium residet Sol", vertaling "... Maar de zon zit in het midden van alle" (planeten en vaste sterren). Nicolaus Copernicus, De revolutionibus orbium coelestium, 1543.

Hoewel het begin van de zogenaamde wetenschappelijke revolutie niet precies aangegeven kan worden, wordt hiervoor wel het jaar 1543 genoemd. Dit is het jaar waarin Nicolaus Copernicus zijn De revolutionibus orbium coelestium (Over de omwenteling der hemellichamen) publiceerde, en Andreas Vesalius het eerste complete boek over de menselijke anatomie, De humani corporis fabrica libri septem deed verschijnen. In de daarop volgende periode wordt een fundamentele transformatie zichtbaar van wetenschappelijk gedachtegoed in natuurkunde, astronomie en de biologie, in de instituten die het wetenschappelijk onderzoek ondersteunen, en meer algemeen in het gangbare wereldbeeld. Mede hierdoor wordt deze periode gezien als de fundering van de moderne wetenschap.

### Huidige wetenschap

De derde wet van Newton in de praktijk gedemonstreerd met de simulatie van een newtonpendel (wieg van Newton). De pendel staat op het titelblad van een uitgave van Newtons boek Principia Mathematica, waar hier nog een portret van Newton bij is gezet.

De grondslag voor de moderne wetenschap is in de 17e eeuw gelegd, mede vanuit een groeiend besef bij wetenschappers dat eigen observaties en experimenten de sleutel vormen tot kennis. Zoals eerder al werd toegelicht is deze basis (namelijk kennis opdoen door experimenten) echter ontwikkeld uit de middeleeuwse filosofie. Een nieuwe manier van denken ontstaat immers niet zomaar. Een methodische revolutie (die begon rond 1200 met het ontstaan van de eerste universiteiten) ging vooraf aan de 17e-eeuwse wetenschappelijke revolutie, waardoor experimenteel denken mogelijk werd vanuit de nieuwe kennisleer (van o.a. het middeleeuwse nominalisme). Volgens Eduard Jan Dijksterhuis leidde het 17e-eeuwse modernisme tot een mechanisering van het wereldbeeld die haar hoogtepunt beleefde in de klassieke mechanica van Newton.
Vanaf de 18e eeuw leidde een differentiatie in de traditionele terreinen van de natuurwetenschap en wiskunde tot de opkomst van een hele verzameling natuurwetenschappen, zoals de biologie, en later ook tot andere wetenschappen, zoals de sociologie en de psychologie. De wetenschap kenmerkte zich in de 19e eeuw door grotere professionalisering en institutionalisering en door steeds verdergaande specialisatie in het begin van de 20e eeuw. Gedurende de 20e eeuw nam het maatschappelijk belang van wetenschap toe in onder meer de economie, de productie en het bestuur.

## Indeling van wetenschappen

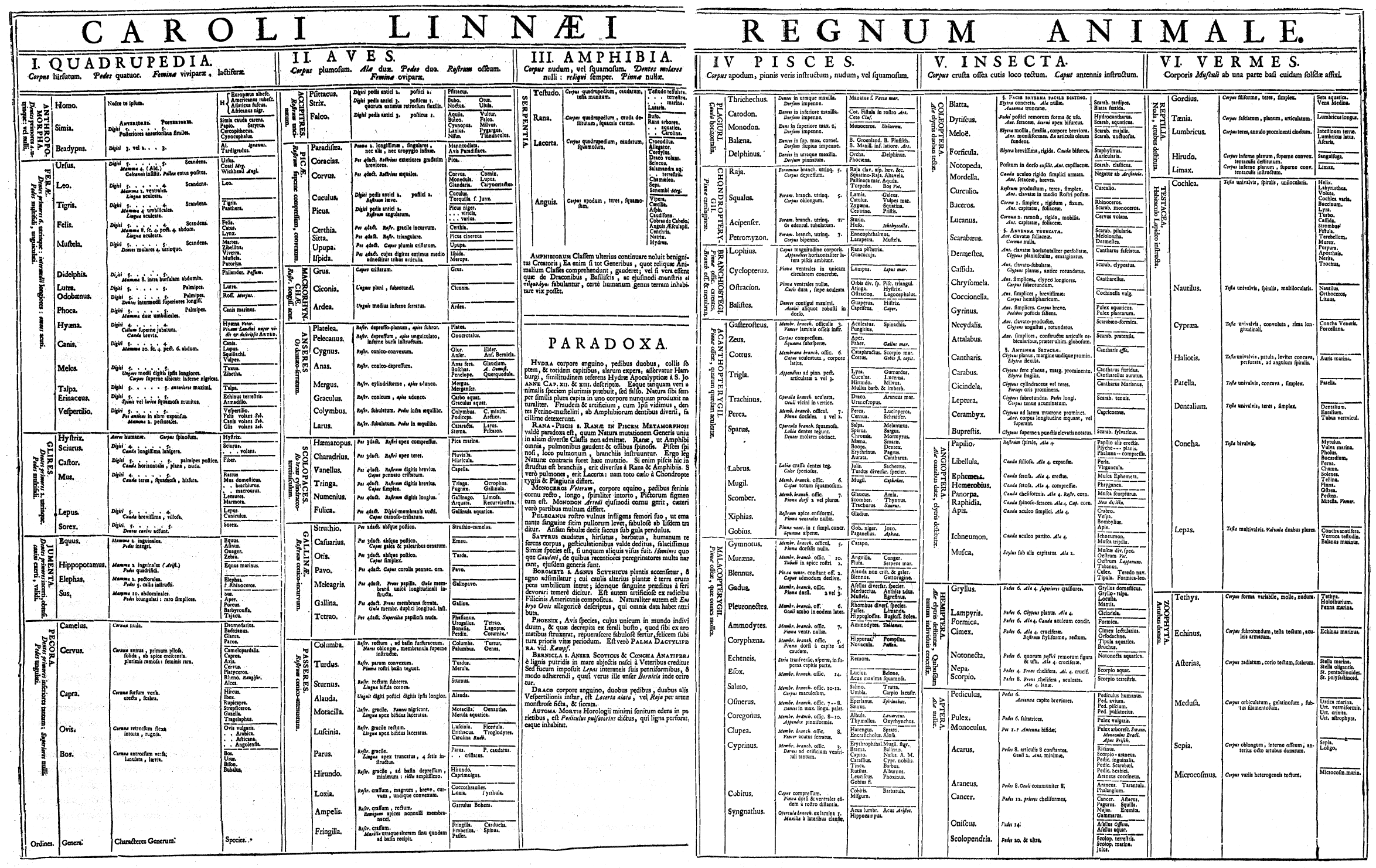
Linnaeus' tabel van het dierenrijk uit Systema Naturae (1735). Hij maakte de indeling in het Latijn van "I. Quadrupedia II. Aves III. Amphibia IV. Pisces V. Insecta VI. Vermes", dus viervoeters, vogels, amfibieën, vissen, insecten en wormen. Bij de viervoeters begon hij met de mensachtigen, waaronder hij de mens, apen en de luiaard schaarde.

Het begrip wetenschapsclassificatie of wetenschappelijke classificatie heeft twee verschillende betekenissen:
- De indeling van de afzonderlijke wetenschappelijke disciplines in een classificatiesysteem
- De indeling van het kenobject van een wetenschap in een classificatiesysteem, ook wel taxonomie

Hier gaat het om de eerste betekenis.
De classificatie van de wetenschappen is een speciaal aspect van de meer omvattende vraag naar de wederzijdse betrekkingen, die tussen de wetenschapsgebieden bestaan. Volgens Beth kunnen er in dit verband drie tendensen worden onderscheiden:
- Er bestaat een streven, tussen de verschillende wetenschappen een hiërarchische rangorde tot stand te brengen;
- Hiertegenover staat de leer van de autonomie der afzonderlijke wetenschappen;
- Volgens een derde opvatting zijn de afzonderlijke wetenschappen niet als onderscheidbare eenheden aan te merken, doch veeleer als delen van één samenhangend geheel.

Naast deze indeling naar inhoud zijn ook wel indelingen gemaakt naar methode (bijvoorbeeld al dan niet experimenteel) en naar functie of context. Zo wordt academische wetenschap wel tegenover industriële of geïndustrialiseerde wetenschap geplaatst, formele en zuiver wetenschappelijk onderzoek tegenover toegepaste wetenschap.
De aanvaarding van een van de gezichtspunten zal uiteraard van grote invloed zijn op de classificatie van de wetenschap.
De geschiedenis van het classificeren van de wetenschap gaat terug naar de klassieke oudheid. Elke classificatie heeft sindsdien echter slechts gedurende een bepaalde culturele periode stand gehouden. In elk cultureel tijdvak is kennis voorgesteld in uniforme structuren uitgedrukt in classificaties. Maar nieuwe culturele periodes brachten nieuwe samenhang en nieuwe classificaties.

### Vormen van wetenschap

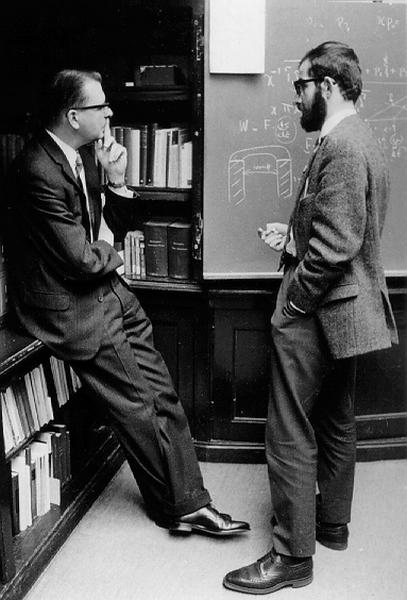
Een wetenschappelijke discussie over de hypothese van magnetische fluxbuizen en coronale lussen op het oppervlak van de zon van astronoom Kees Zwaan. Zwaan (links) en Hans Rosenberg, Sterrenwacht Utrecht, 1967

Er kan een onderscheid gemaakt worden tussen fundamentele wetenschap en toegepaste wetenschap. Fundamentele wetenschap onderzoekt de diepere achtergronden  door fundamenteel onderzoek, zonder direct naar toepassingen te streven, terwijl toegepaste wetenschap niet zoekt naar de principes maar juist gebruikt wat de fundamentele wetenschap al heeft gevonden en toegepast onderzoek doet. Valorisatie van wetenschap betekent dat de maatschappij concreet nut heeft van wetenschappelijke kennis, bijvoorbeeld het bedrijfsleven.
Wetenschap wordt onderverdeeld in geestes-, natuur-, sociale en formele wetenschap:
- Geesteswetenschappen: ook wel alfawetenschappen genoemd, zijn wetenschappen die producten van de mens onderzoeken zoals geschiedenis, letteren en filosofie.
- Natuurwetenschappen: ook exacte wetenschappen, bètawetenschappen of positieve wetenschappen genoemd, onderzoeken de natuur en streven naar verklarende en voorspellende natuurwetten en theorieën, die falsifieerbaar zijn door experimentele toetsing volgens de wetenschappelijke methode. Voorbeelden zijn biologie, natuurkunde, scheikunde, sterrenkunde en materiaalkunde, terwijl soms ook de formele wetenschappen hier deels toe gerekend worden.
- Sociale wetenschappen: ook gammawetenschappen genoemd, zijn maatschappij- en gedragswetenschappen over de mens zoals antropologie, sociologie, economie, psychologie en rechtsgeleerdheid.
- Formele wetenschappen: dit zijn de wetenschappen over grondvormen van kennisopbouw en kennisverwerving. Hiertoe worden de logica, wiskunde, methodologie en systeemtheorie gerekend. Een deel van de formele wetenschappen wordt soms als onderdeel van de natuurwetenschappen beschouwd, soms als deel van de filosofie.

## Kennisopbouw in de wetenschap

### Wetenschappelijke kennis

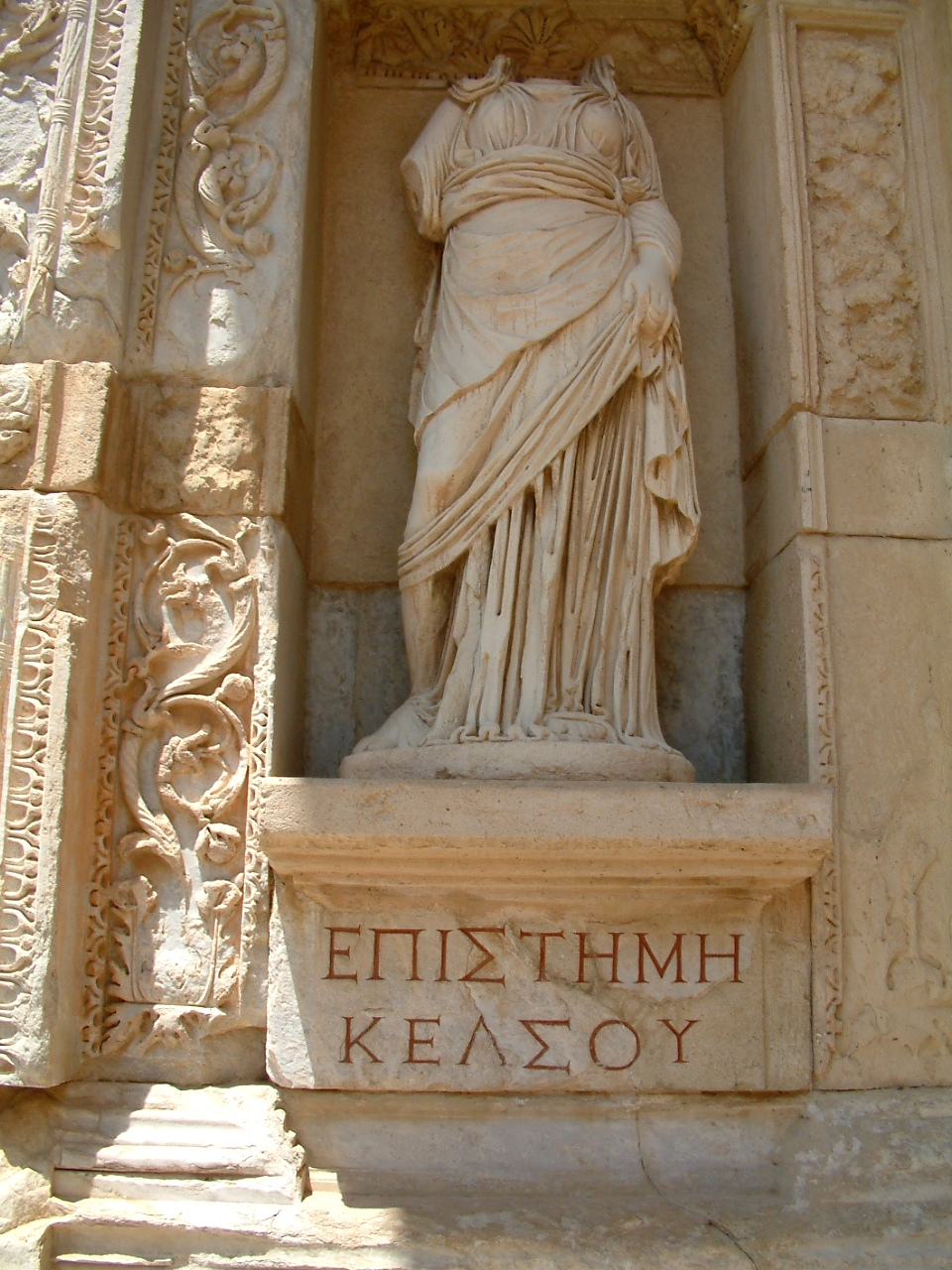
Personificatie van kennis in de Bibliotheek van Celsus in Efeze. Het opschrift luidt ΕΠΙΣΤΗΜΗ ΚΕΛΣΟΥ, transcriptie Epistèmè Kelsou, Kennis/wetenschap van Kelsos.

Wetenschap is onder meer geordende kennis van de werkelijkheid. Het ideaal is objectiviteit en algemene geldigheid. Er is een voortdurend streven om meningen en hypothesen door toetsing tot wetenschap te verheffen.
In de wetenschappen wordt gestreefd naar het opbouwen van een bestand van kennis. Wetenschap heeft de opdracht om nieuwe kennis te produceren, in het bijzonder fundamentele kennis. Behalve de taak om nieuwe samenhangen in de wereld te ontdekken en te ontwikkelen in de context van ontdekking, moet de wetenschap ook aantonen dat werkelijk op zo'n fundament gebouwd kan worden. Beweringen waarin die samenhangen worden weergegeven, moeten worden gerechtvaardigd in de context van rechtvaardiging: gelegitimeerd als wetenschappelijk waar en dus geschikt voor opname in het kennisbestand.
Bij kennisopbouw in de wetenschap spelen twee elementen een hoofdrol, het ontwikkelen van een theorie en het verzamelen van data met een bepaalde methode, zoals met een experiment.

### Theorie

Atoommodel van Bohr van een element met atoomnummer Z (met kernlading Ze) waarin een elektron terugvalt van niveau 3 naar 2 en een foton uitzendt

Een theorie in een experimentele wetenschap is een wetenschappelijk model of uitspraak over waarnemingen in de empirie (praktijk, werkelijkheid). Het doel van een theorie is daarbij de waargenomen feiten of verschijnselen te kunnen verklaren, of er voorspellingen mee te kunnen doen.
Over betekenis en functie van de theorievorming lopen nog steeds diepgaande discussies. Popper stelde zijn falsificatietheorie tegenover de verificatietheorie van Rudolf Carnap.
De juistheid van een theorie kan volgens Popper (1934/1959) nooit bewezen worden, geverifieerd worden. Maar de theorie kan wel weerlegd, gefalsificeerd worden door een betrouwbare, herhaalde waarneming die niet klopt met de theorie. Dit komt doordat hoeveel bevestigende waarnemingen men ook doet, een volgende waarneming nog altijd wie weet een andere uitkomst zou kunnen geven. Maar Carnap beweerde dat als onafhankelijke waarnemers dezelfde waarneming doen, ze het wél eens kunnen worden over de juistheid van een dergelijke waarneming. Inductivisten meenden uit een eindig aantal van dergelijke waarnemingen universeel geldige uitspraken over de werkelijkheid te kunnen doen. Volgens Popper kan dat niet.

### Wetenschappelijke methode

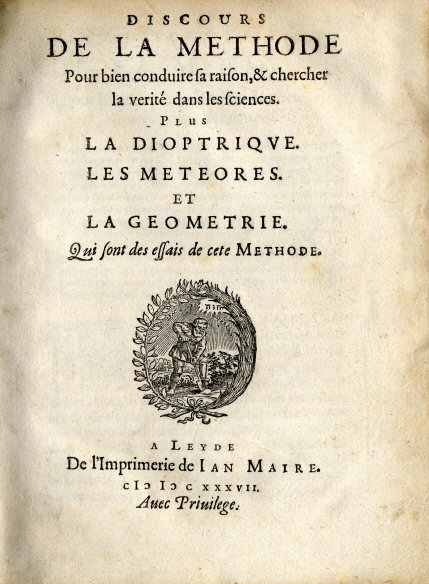
Voorblad van René Descartes' Discours de la Méthode, met zijn optica, meteorologie en meetkunde (La Géométrie) uit 1637. In La Géométrie voerde hij het Cartesisch coördinatenstelsel in.

Elke wetenschap ontwikkelt haar eigen theorieën en methoden en technieken. Met de wetenschappelijke methode wordt de algemene werkwijze in de wetenschap aangeduid, de wetenschappelijk verantwoorde weg om kennis te verwerven. Er wordt wel beweerd dat er één wetenschappelijke methode bestaat, die is gebaseerd op waarneming, meting, voorspelling, experiment, verificatie en falsificatie. Deze methode wordt voorgesteld als een empirische cyclus, ofwel een cyclische interactie van het opstellen van hypothesen, het doen van voorspellingen, het toetsen door waarneming en het evalueren van hypothese en resultaten.
In de wetenschapsfilosofie wordt echter al sinds de klassieke oudheid nagedacht over de kennisverwerving, en talloze filosofen hebben allerlei methodes voorgesteld. Zo beschreef Plato de socratische methode om via een schijnweten en onderzoek en weerlegging eerst te komen tot een erkenning van het niet weten, om vervolgens door heropname van de vraag over te gaan tot een zoeken naar de waarheid. Aristoteles beschreef de deductie en inductie. René Descartes kwam met een analytische methode en leidde het rationalisme in. Filosofen als Berkeley, Locke en Hume predikten hier tegenover het empirisme, Kant een criticisme, Hegel de dialectiek, Comte het positivisme, Popper de empirische cyclus, Bertalanffy het systeemdenken en Kuhn De structuur van wetenschappelijke revoluties.

### Experiment

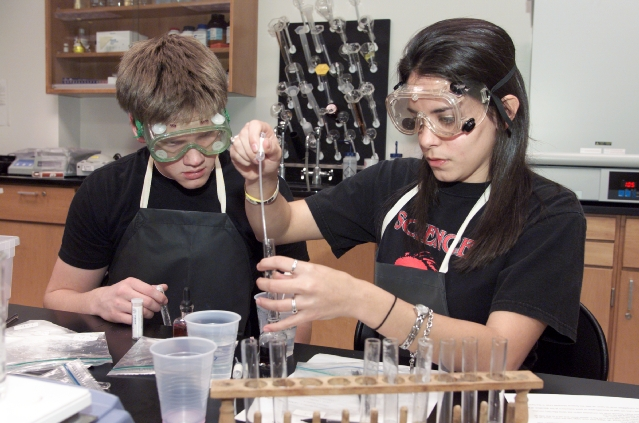
Op de Nationale Wetenschap Olympiade in Houston (VS) in 2004 tonen scholieren hun kennis met enige experimenten

Een experiment, ook wel proef genoemd, wordt uitgevoerd om een wetenschappelijke hypothese te toetsen. Ingewikkelde experimenten met nauwkeurig meetgereedschap worden meestal in speciale laboratoria uitgevoerd. Experimenten vergroten het inzicht in en begrip van natuurwetten.

### Paradigma
De wetenschapsfilosoof Thomas Kuhn beschreef de voortschrijdende ontwikkeling van wetenschappelijke kennis in de vorm van paradigma's. Bij onderzoek volgens de wetenschappelijke methode kunnen waarnemingen voorkomen die niet verklaarbaar zijn met de bestaande modellen of paradigma's. Kuhn noemde deze uitzonderingen anomalieën. Als deze leiden tot verandering van het paradigma dat niet meer overal werkt, boekt de wetenschap vooruitgang. 
Een sprekend voorbeeld van zo'n paradigmaverschuiving is de copernicaanse revolutie in het wereldbeeld vanaf de 16e eeuw door het werk van astronomen en natuurkundigen als Nicolaus Copernicus, Tycho Brahe, Johannes Kepler, Galileo Galilei en Isaac Newton. Zij gaven aan ervaringsgegevens uit de werkelijkheid (empirie) de voorkeur boven de autoriteit van het geocentrische wereldbeeld van Aristoteles. De Rooms-Katholieke Kerk had dat wereldbeeld met de Aarde in het midden van het heelal als standaard aangenomen, maar het werd weerlegd door de genoemde geleerden. Deze legden dat middelpunt bij de Zon.

### Wetenschappelijk resultaat
Wetenschap en technologie kennen een breed scala aan directe en indirecte opbrengsten. Onmiddellijk tastbare resultaten zijn publicaties en direct toepasbare apparaten, technieken en methoden. Bibliometrie kan de Nederlandse kennisproductie meten en internationaal vergelijken door te kijken naar
- Internationale technische en wetenschappelijk tijdschriften
- Octrooien, waarmee innovaties worden geregistreerd en beschermd.

Vaak bereikt wetenschap definitieve resultaten. Bijvoorbeeld vele bewijzen voor de stelling van Pythagoras en de oorzaak van maagzweren: vooral Helicobacter pylori). In andere gevallen blijft wetenschap zich verbreden en corrigeren, met soms revolutionaire nieuwe ontwikkelingen. Voorbeelden zijn de bepaling van de radiële snelheid van sterren om exoplaneten te vinden, of CRIPRS-Cas om DNA te veranderen).

## Studie en grondslag
Er zijn enkele wetenschapsgebieden die ofwel als grondslag van de rest van de wetenschap kunnen worden gezien, ofwel de rest van de wetenschap als object van studie hebben. Logica vormt de grondslag voor wetenschap, wiskunde is voor veel wetenschappen onmisbaar. Wetenschap is object van studie voor de wetenschapsgeschiedenis en wetenschapssociologie. Wetenschapsfilosofie valt in beide categorieën. Methodologie wortelt in de wetenschapsfilosofie, maar ook in logica en wiskunde.

### Logica
De logica is van origine de wetenschap die zich bezighoudt met de studie van het correct redeneren. Alin de Oudheid werd opgemerkt dat menselijk redeneren systematisch valt te ontleden in combinaties van vaste patronen, zogenaamde gevolgtrekkingen. De centrale vraag van de formele logica luidt: onder welke voorwaarde een gegeven bewering een geldige gevolgtrekking (oordeel) is uit een of meer andere beweringen (premissen)? Een volledige behandeling van deze vraag veronderstelt:
- de classificatie van de bestanddelen van de bewering: de termen of begrippen,
- de betekenis van de bewering en haar bestanddelen,
- de definitie van de termen.

In de logica wordt verondersteld dat de formele logica (logica minor) de grondslag kan vormen van de wetenschapsleer (logica major), die onderzoekt op welke wijze in de verschillende wetenschappen gevolgtrekkingen worden gemaakt. Hierbij is een onderscheid tussen de algemene en bijzondere wetenschapsleer. In ruime zin wordt de logica tot de kennistheorie gerekend, die de oorsprong, kenniskritiek en realiteitswaarde van de kennis onderzoekt en soms ook nog de metafysica der rede, die zich bezighoudt met het onderzoek van de rede als determinerende factor in het wereldgebeuren.

### Methodologie
De methodologie is de studie van de wetenschappelijke methoden, de procedures en werkwijzen, die moeten worden gebruikt om kennis te verwerven en om de wetenschap vooruit te helpen. Elke vakdiscipline heeft eigen methoden en technieken en vaak ook een specifieke organisatie met onderzoekers, leerstoelen en vakliteratuur, waar deze specifieke methodologie wordt bestudeerd.
Het begrip methodologie wordt vaak geassocieerd met het maken van een onderzoeksopzet. Door de semantische verwarring rond dit begrip worden noties van methodologie, methode en methodiek vaak door elkaar gebruikt. Als vakgebied heeft de methodologie te maken met het structureren van het handelen om op grond daarvan zoekgedrag te verantwoorden. Methodologie wordt hierbij opgevat als handelingsleer. Belangrijke vormen van methodologie in de wetenschap zijn de onderzoeksmethodologie en de ontwerpmethodologie.

### Wetenschapsfilosofie

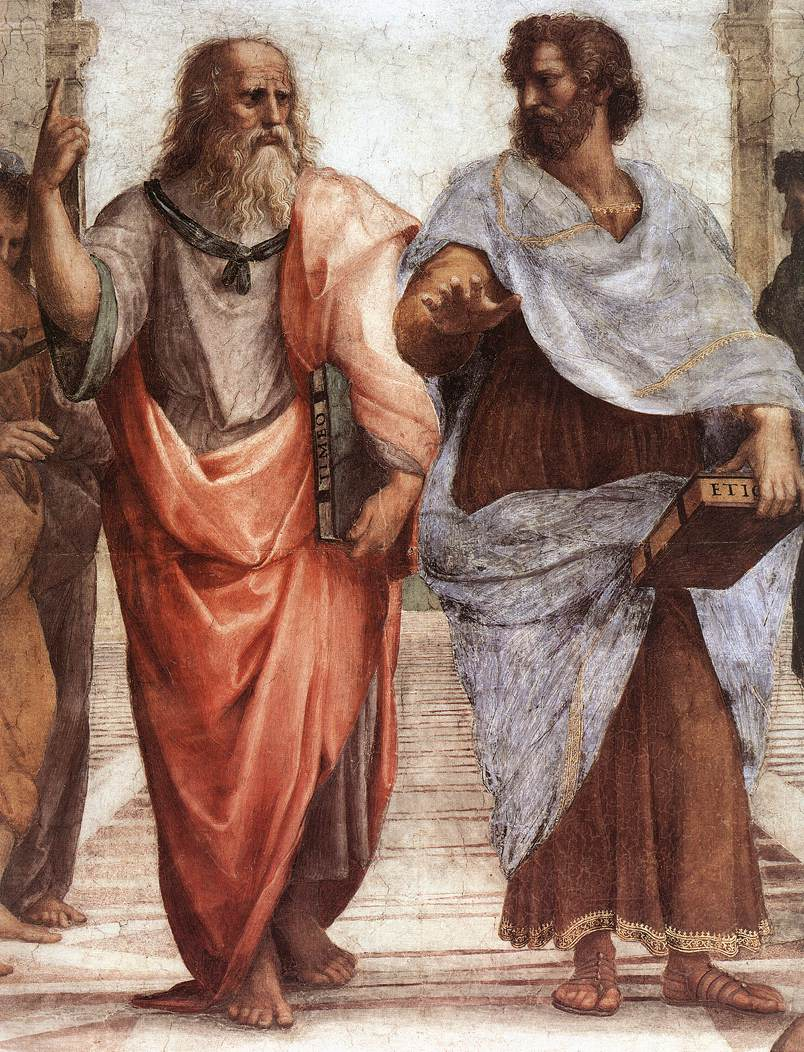
In de Atheense school van Rafaël (1509) debatteren Plato en Aristoteles over de bron van alle kennis. Plato verwijst hierbij omhoog naar de hemelse sferen, en Aristoteles omlaag naar de aardse bestaan, als de bron van alle kennis

In de wetenschapsfilosofie wordt volgens Herman Koningsveld de vraag gesteld wat wetenschap is. Volgens hem zijn er verschillende benaderingen van het verschijnsel wetenschap mogelijk:
- Cultuurhistorische benadering: binnen deze benadering wordt wetenschap onderzocht als een cultureel verschijnsel dat de vrucht is van een historisch proces.
- Economische benadering: van een wetenschapseconomie, waarin het verschijnsel wetenschap door de bril van de econoom wordt bekeken, kan nauwelijks gesproken worden.
- Psychologische benadering: wetenschap kan vanuit psychologisch gezichtspunt worden onderzocht door de aandacht te richten op het proces van wetenschappelijke begripsvorming.
- Sociologische benadering: wetenschap wordt in de wetenschapssociologie onderzocht als een activiteit van een groep mensen. Welke normen en waarden constitueren de wetenschappelijke groep? Welke instituties zijn er? Welke statussymbolen.
- Wetenschapshistorisch benadering: hier betreft het de geschiedschrijving van de wetenschap zelf.

De filosofische benadering van het verschijnsel wetenschap bestaat volgens Koningsveld zowel uit een analyse als uit een waardering van dit verschijnsel, zowel in de zin van onderzoek als in de zin van theorie. In de wetenschapsfilosofische analyse wordt getracht de veronderstellingen van wetenschap als activiteit bloot te leggen en opheldering te krijgen over de weg waarlangs dat onderzoek verloopt, over de methodes dus en over de logica achter dat onderzoek. Tevens is de wetenschapsfilosofie erop uit om de vragen over structuur, status en waarheidspretentie van theorieën te beantwoorden. Bij de waardering staat de vraag naar de rechtvaardiging centraal: hoe kunnen de veronderstellingen, de methodes van onderzoek en de waarheidsaanspraken van theorieën worden gerechtvaardigd?

### Wetenschapsgeschiedenis
De wetenschapsgeschiedenis is het vakgebied waarin de geschiedenis van de wetenschap als geheel of van afzonderlijke wetenschapsgebieden wordt onderzocht. Het is een specialisme binnen de historische wetenschap, maar is verwant aan de wetenschapsfilosofie en wetenschapssociologie.
Wetenschapsgeschiedenis wil net als andere vormen van geschiedenis historische feiten analyseren en interpreteren. Elke observatie heeft een uitgangspunt (theorie). Alleen al het selecteren van de relevante historische feiten brengt een bepaalde interpretatie met zich mee.

### Wetenschapssociologie
De wetenschapssociologie, een onderdeel van de sociologie, bestudeert de maatschappelijke processen waarin wetenschappelijke informatie wordt geproduceerd, als geldig wordt erkend door de wetenschappelijke gemeenschap, en ten slotte aan de samenleving wordt doorgegeven.
Door wetenschapssociologisch onderzoek groeit sinds 1945 en vooral na 1970 het inzicht in het complex van wetenschap en techniek als onderdeel van maatschappelijke processen en structuren. De wederzijdse beïnvloeding tussen wetenschap en maatschappij was er al eerder maar vooral sinds 1945 is dit proces versneld en in omvang en betekenis toegenomen. Dit is karakteristiek voor iedere samenleving met een hoge of lage maar stijgende graad van industrialisatie. De ontwikkeling van wetenschap en technologie als onderdeel van de maatschappij, wordt steeds meer als een zelfstandig onderwerp van studie erkend.
Een belangrijk wetenschapssociologisch discussiepunt vormt de vraag of er iets als waardevrije wetenschap bestaat. Wetenschap is waardevrij als de kennis die wetenschap oplevert niet wordt beïnvloed door waarden (persoonlijke voorkeuren of belangen of maatschappelijke waarden).

### Wiskunde

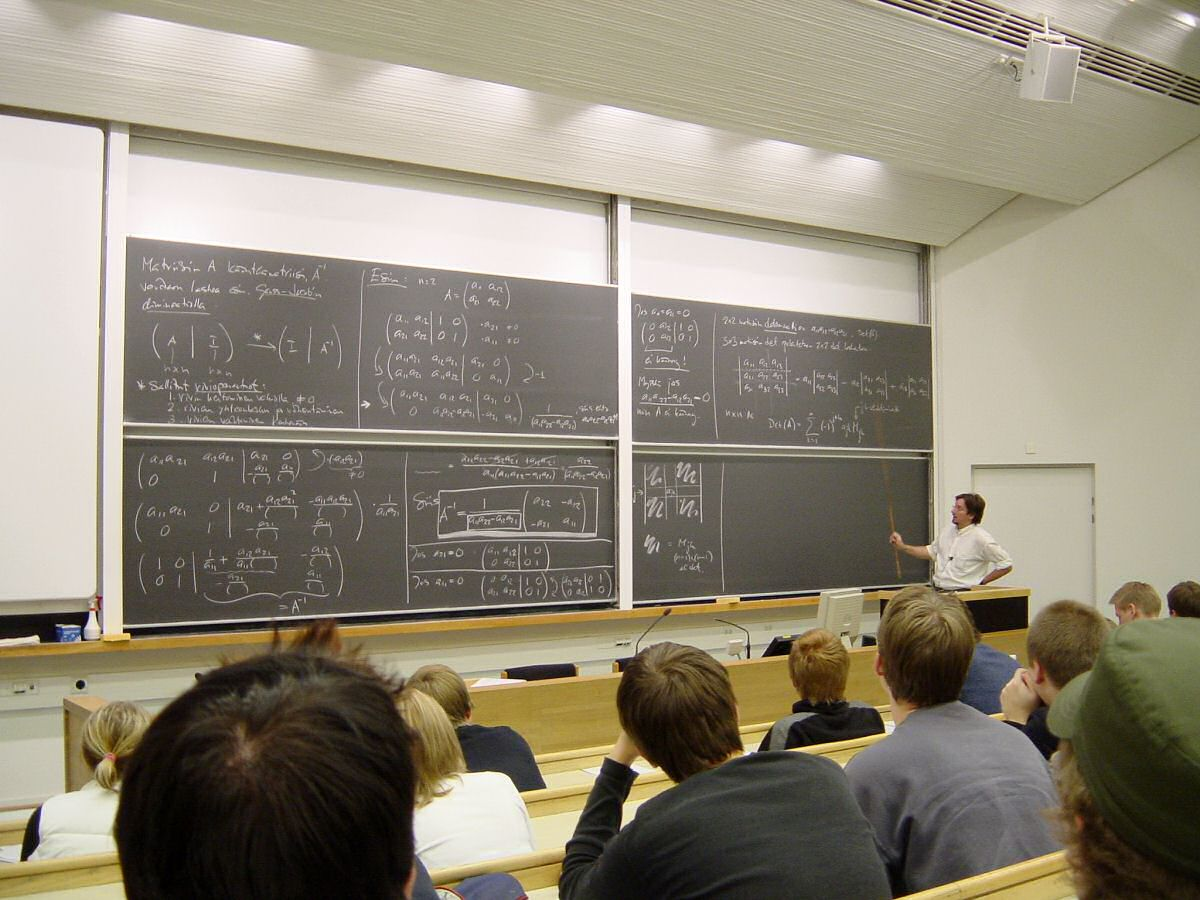
Wiskundecollege over lineaire algebra (matrices) aan de Technische Universiteit van Helsinki in 2005

Of de wiskunde zelf als wetenschap bij science (natuurwetenschap) ingedeeld kan worden, is in de Angelsaksische landen een twistpunt. Sommigen zien het wetenschappelijk bewijs als absolute voorwaarde voor de natuurwetenschappelijke experimenten. Anderen zien wiskunde slechts als een hulpwetenschap voor natuurwetenschap, omdat wiskunde meestal geen experimenten doet om theorieën en hypothesen te toetsen. Sociale en geesteswetenschappen worden vaak humanities genoemd. Wiskundige stellingen en formules worden verkregen met wiskundige logica of uit afleidingen van axioma's. Daarom wordt wiskunde ingedeeld als formele wetenschap en natuurkunde en sociale wetenschap als empirische wetenschappen.
Wiskunde is in het algemeen geen empirische wetenschap, al zijn soms wel (computer)experimenten mogelijk. Het vak is nauw verwant aan de logica. De rol van de logica in de wiskunde was van belang in de grondslagenstrijd die in de jaren 1920-30 woedde tussen vooraanstaande wiskundigen. Veel deelvakken (subdisciplines) van de wiskunde hebben toepassingen, zelfs de zuivere takken als getaltheorie en topologie. Wiskunde is onmisbaar voor alle natuur- en technische wetenschappen en voor veel sociale wetenschappen, maar niet voor de geesteswetenschappen, zoals beschouwende filosofie, geschiedenis en theologie.
De wiskunde vervult drie rollen. In de eerste plaats verschaft zij een abstracte taal met symbolen, waarmee abstract gerekend kan worden door bijvoorbeeld algebraïsche vergelijkingen en wetenschappelijke modellen. In de tweede plaats kan statistiek helpen om uit experimenten betrouwbare conclusies te trekken. Ten slotte kan wiskunde helpen om onderzoek beter te ontwerpen en te systematiseren, bijvoorbeeld hypothesen, experimenten en andere waarnemingen. In de opleidingen van veel menswetenschappen, zoals psychologie en pedagogie is onderzoeksmethodologie en statistische analyse dan ook verplichte kost.

## Organisatie

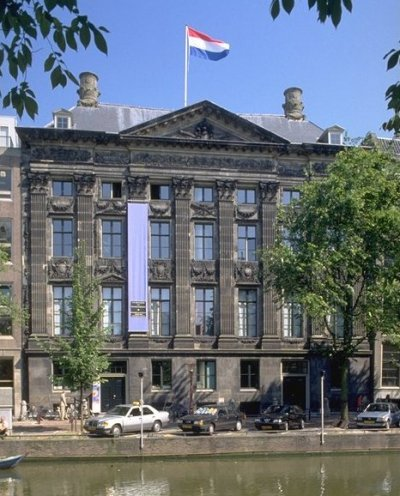
Het KNAW in het Trippenhuis in Amsterdam, sinds 1877.

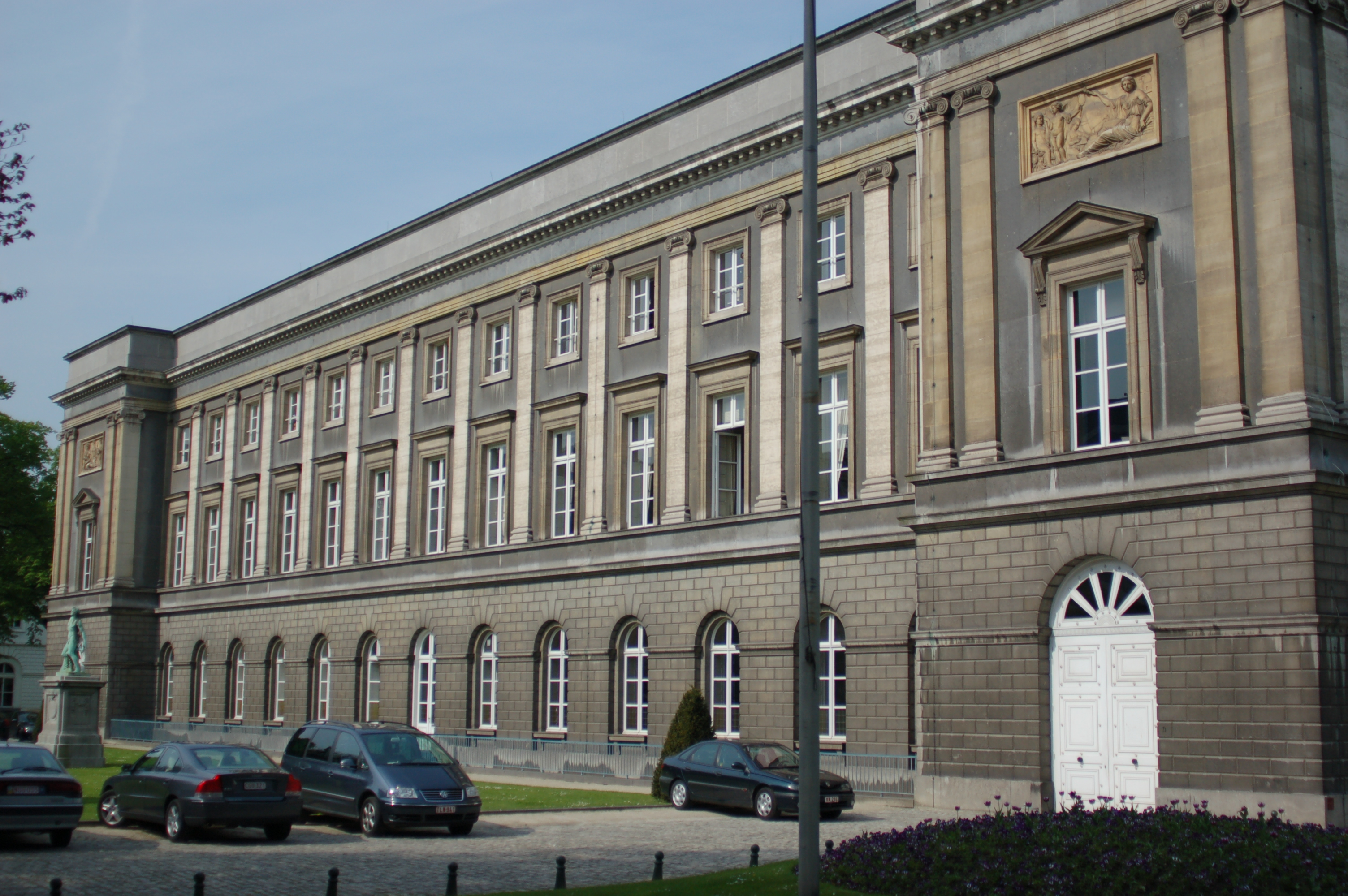
Paleis der Academiën, in Brussel

Bij academische wetenschap horen uiteenlopende instellingen: van universiteiten met hun laboratoria en bibliotheken, onderzoeksinstituten tot wetenschappelijke uitgeverijen. Wetenschap wordt tevens beoefend in industriële laboratoria, zoals die van de farmaceutische en voedingsindustrie, of bij overheidsinstanties, zoals instellingen voor defensie, milieu of waterstaat.

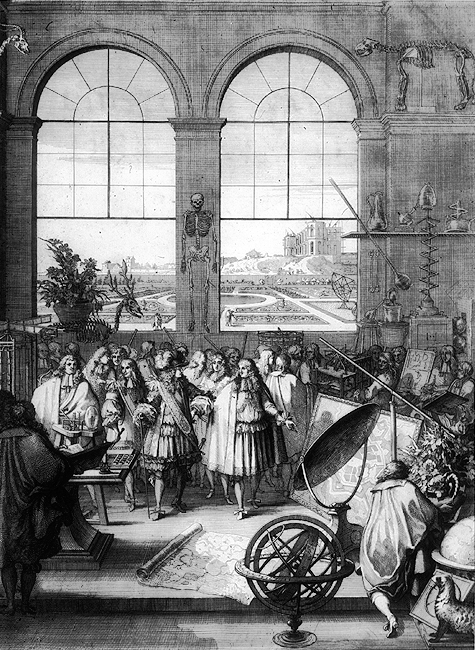
Lodewijk XIV van Frankrijk brengt een bezoek aan de Académie des Sciences in 1671

Academie
Een academie is, in de ruimste zin, een instelling voor hoger onderwijs, een universiteit of hogeschool, ter beoefening van wetenschappen, letteren of kunst. Iemand die een academische opleiding heeft afgerond, mag een academische titel voeren.
Onderzoeksinstituut
Een onderzoeksinstituut is een organisatie gericht op de ontwikkeling van nieuwe wetenschap of toepassingen. Zo'n organisatie heet ook wel centrum, expertisecentrum, kenniscentrum, kennisinstituut, onderzoekscentrum, instituut, researchinstelling en alle mogelijke Engelstalige varianten. Een onderzoeksinstituut is een organisatie met wetenschappelijk, technisch en administratief personeel. De grootte van zo'n instituut kan verschillen van enkele tot honderden medewerkers. Het onderzoeksgebied met de doelen, werkwijzen en middelen wordt vastgelegd in het beleidsplan van het instituut. Sommige instituten zijn opgezet rond een onderzoeksprogramma van een overheid of industrie.
Universiteit
Een universiteit is een instelling voor hoger onderwijs, wetenschappelijk onderzoek en dienstverlening. Universiteiten zijn in de regel onderverdeeld in een aantal faculteiten of departementen, met een wetenschappelijke bibliotheek en onderzoeksinstituten. Faculteiten en verschillende universiteiten werken tegenwoordig samen in gespecialiseerde onderzoeksscholen.
Vereniging van onderzoekers
Verenigingen van onderzoekers zijn er in allerlei soorten. Bekende verenigingen zijn:
- De Koninklijke Nederlandse Akademie van Wetenschappen (KNAW)
- De Koninklijke Vlaamse Academie van België voor Wetenschappen en Kunsten

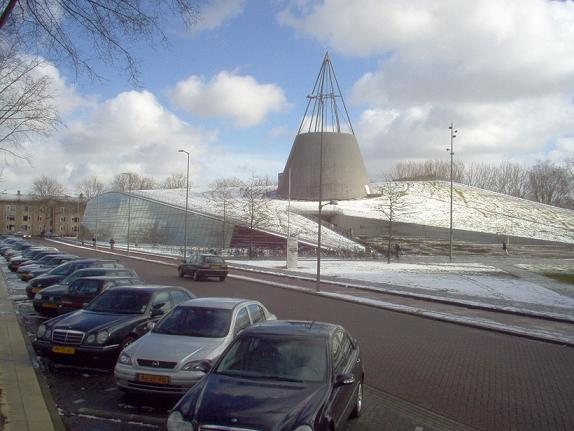
Besneeuwd grasdak van de bibliotheek van de TU Delft

Wetenschappelijke bibliotheek
Aan elke universiteit of ander hoger opleidingsinstituut is een wetenschappelijke bibliotheek of universiteitsbibliotheek met specialistische vakliteratuur en media verbonden. De producten, zoals de catalogus, en diensten van een universiteitsbibliotheek staan ter beschikking van de staf en de studenten van de universiteit. Zij ondersteunt daarmee onderwijs en onderzoek. Vaak dient een universiteitsbibliotheek als een koepelorganisatie voor de faculteitsbibliotheken die bij de universiteit horen. In tegenstelling tot een openbare bibliotheek heeft een universiteitsbibliotheek een bewaarfunctie: documenten die eenmaal zijn opgenomen blijven in beginsel in de collectie behouden.
Wetenschappelijke gemeenschap
Met de wetenschappelijke gemeenschap worden alle onderzoekers op de wereld en hun onderling wisselwerking bedoeld. Deze gemeenschap is onder te verdelen in vakgebieden. Met de wetenschappelijke methode streeft men naar objectiviteit. Ook peer review tijdens debatten, conferenties, congressen, symposia en bij publicaties in wetenschappelijke tijdschriften helpen daarbij.
Wetenschappelijk genootschap
Een wetenschappelijk genootschap is een organisatie om een wetenschappelijk vakgebied te bevorderen en soms ook om de kennis erover te verspreiden en te populariseren. Lidmaatschap van dergelijke genootschappen kan open staan voor iedereen, maar meestal is een bepaalde academische graad nodig of worden nieuwe leden uitgenodigd om lid te worden na een interne verkiezing. Dit laatste is vooral het geval met de oudste wetenschappelijke genootschappen: lidmaatschap wordt dan als een eer gezien die slechts befaamde geleerden ten deel valt.
Wetenschappelijke literatuur
De wetenschappelijke literatuur is het geheel van serieuze publicaties die over empirisch en theoretisch werk in de wetenschap rapporteren, in zowel alfa-, beta- als gammawetenschappen. Vaak wordt er kortweg gesproken over de literatuur.
Wetenschappelijke symposia
Een wetenschappelijk congres, conferentie of symposium is een bijeenkomst voor onderzoekers en belangstellenden om hun werk te tonen en te bespreken. Samen met wetenschappelijke tijdschriften dienen symposia om ideeën en andere informatie uit te wisselen.
Wetenschappelijk tijdschrift
Een wetenschappelijk tijdschrift is een tijdschrift waarin wetenschappers hun bevindingen uitgeven. Na peer review, beoordeling door vakgenoten, besluit de redactie tot plaatsing of weigering van het ingezonden artikel.
Wetenschapper
Een onderzoeker, wetenschapper of geleerde is iemand die veelal hoger onderwijs heeft genoten aan een universiteit of hogeschool. Door onderzoek of onderwijs draagt de onderzoeker bij aan de ontwikkeling en verspreiding van nieuwe kennis of de toepassing ervan. Onderzoekers presenteren hun nieuwe inzichten vaak eerst aan vakgenoten via openbare lezingen, discussies en publicaties, maar ook zonder openbare publicatie aan hun opdrachtgevers zoals de industrie.